# Альварес, Эдгар
Э́дгар Э́нтони А́льварес Ре́йес (исп. Édgar Anthony Álvarez Reyes; 9 января 1980, Пуэрто-Кортес) — гондурасский футболист, правый полузащитник. В прошлом игрок национальной сборной Гондураса, за которую сыграл 54 матча и забил 3 гола. Участник чемпионата мира 2010 года.

## Карьера
Эдгар Альварес начал карьеру в клубе «Платенсе». В 1996 году главный тренер команды, Альберто Доминго Ромеро, пригласил его в основу клуба. Там Альварес провёл 7 лет, выиграв с клубом чемпионат Гондураса в 2000 году. В 2003 году Альварес перешёл в уругвайский «Пеньяроль», с которым победил в чемпионате Уругвая. В 2004 году Альварес был арендован итальянским клубом «Кальяри», искавшим замену Франсуа Модесто, перешедшему в «Монако». Помощь в переходе Альвареса оказал его друг, Давид Суасо, посоветовавший полузащитника президенту клуба, Массимо Селлино.
Летом 2005 года Альвареса арендовала «Рома», которая по окончании сезона выкупила контракт футболиста за 1,2 млн евро; контракт с Альваресом был подписан на 4 года. Летом 2006 года Альварес перешёл на правах аренды за 300 тыс. евро в «Мессину» с правом выкупа половины трансфера игрока. Однако Альварес не помог «Мессине», которая вылетела в Серию В. Летом 2007 года Альварес вернулся в «Рому», но уже 31 августа отправился в аренду в «Ливорно», который также вылетел в Серию В, как и за год до этого «Мессина». При этом Альварес провёл в составе клуба только 8 матчей, изредка выходя на замену.
1 сентября 2008 года Альварес был арендован «Пизой» вместе с Адрианом Пицем, за которую провёл сезон в Серии В. Летом 2009 года он был куплен клубом «Бари». Однако он смог присоединиться к команде лишь 10 июля, из-за политического кризиса в Гондурасе. В первом сезоне в составе «Бари» Альварес провёл 37 матчей и забил 3 гола.
Проведя два сезона в составе «Бари», Альварес перешёл в «Палермо», с которым подписал контракт на два года. Ему не удалось заиграть на новом месте, и уже через год он сменил чемпионат, став на правах свободного агента игроком бухарестского «Динамо». Сыграв всего шесть матчей за румынский клуб, Альварес в декабре 2012 года договорился о расторжении контракта. Летом 2013 года он вернулся в Гондурас, подписав контракт со своим прежним клубом, «Депортиво Платенсе».

## Достижения
- Чемпион Гондураса: 2000
- Чемпион Уругвая: 2003
- Обладатель Суперкубка Италии: 2007
- Победитель Лигильи Уругвая: 2004